# Tuula Vilkas
Tuula Helena Kariina Vilkas (* 18. Mai 1950 in Urjala /Pirkanmaa) ist eine ehemalige finnische Eisschnellläuferin.

## Sportliche Erfolge
Auf internationalem Niveau betrieb sie den Eisschnelllauf zwischen 1972 und 1976.
Ihre beste internationale Platzierung war der 7. Platz beim 3000-Meter-Lauf und ein 11. Platz über 1000 Meter bei den Olympischen Winterspielen 1972 in Sapporo, Japan. Bei den Olympischen Winterspielen 1976 in Innsbruck erreichte sie den 12. Platz über 3000 Meter und den 17. Platz über 1000 Meter.